# 八木忠栄
八木忠栄（やぎ ちゅうえい、1941年6月28日- ）は、日本の詩人。

## 略歴
新潟県見附市田井町出身。新潟県立長岡高等学校、日本大学芸術学部卒業。「むむ」「新日本詩人」「悪徒」「炎」「ぎゃあ」などの同人をへて、1962年詩集「きんにくの唄」を発表。1965-69年「現代詩手帖」編集長を務めたのち73年から個人詩誌「いちばん寒い場所」を創刊。2004年の「雲の縁側」で現代詩花椿賞、2015年「雪、おんおん」で詩歌文学館賞、現代詩人賞受賞。2011年日本現代詩人会会長。スタジオ200、銀座セゾン劇場総支配人をへて、セゾン文化財団常務理事。落語に関する著作もある。新潟日報読者文芸選者。

## 著書
- 『詩集 きんにくの唄』思潮社 1962
- 『詩集 目覚めの島』グループぎやあ 1964
- 『詩集 にぎやかな街へ』私家版 1972
- 『詩集 馬もアルコールも』私家版 1977
- 『詩集 風と会う場所』民芸館 1978
- 『八木忠栄詩集 1960〜1982』 書肆山田 1982
- 『詩集 12090-82-000104-0』 書肆山田 1983
- 『詩集 雨はおびただしい水を吐いた』花神社 1986
- 『詩人漂流ノート』書肆山田 1986
- 『詩集 酔いどれ舟』思潮社 1991
- 『八木忠栄詩集』(現代詩文庫) 思潮社 1996
- 『こがらしの胴 俳句に会う』書肆山田 1997
- 『句集 雪やまず』書肆山田 2001
- 『ぼくの落語ある記』新書館 2003
- 『雲の縁側』思潮社 2004
- 『落語はライブで聴こう』新書館 2005
- 『落語新時代』新書館 2008
- 『句集 身体論』砂子屋書房 2008
- 『「現代詩手帖」編集長日録 1965-1969』思潮社 2011
- 『詩集 雪、おんおん』思潮社 2014
- 『詩集 やあ、詩人たち』思潮社 2019　※物故詩人69人に捧げた折句集

### 編纂
- 『白石かずこ』(日本の詩)編 ほるぷ出版 1985

## 関連人物
- 高井正憲 - 同郷かつ大学の後輩[3]。元テレビ朝日アナウンサー、現サンミュージック所属フリーアナウンサー。
- 松永二三男 - 同郷かつ高校の後輩。日本テレビ放送網アナウンサーを経てフリーアナウンサー。